# Nyodes brevicornis
Nyodes brevicornis là một loài bướm đêm trong họ Noctuidae.